# Hypoleucis
Hypoleucis là một chi bướm ngày thuộc họ Bướm nâu.